# Греков Василь Олексійович
Гре́ков Василь Олексійович (нар. 21 січня 1870, Харків — після 1934) — український історик, архівіст.

## Біографічні відомості
Народився в Харкові. Після закінчення історичного факультету Московської духовної академії деякий час був вільним слухачем Московського університету.
1892 року працював у архіві Міністерства закордонних справ.
На початку 1890-х рр. переїхав до м. Катеринослав. Викладав у духовній семінарії, гімназіях і трудових школах. У вересні 1907 року очолив церковно-вчительську школу.
Від 1923 — архіваріус-дослідник, згодом — помічник завідувача Катеринославського окружного архіву. Під керівництвом В. Грекова розпочалося комплектування Дніпропетровського крайового історичного архіву, де він продовжив наукову діяльність на посаді вченого-архівіста, поєднуючи працю в архіві з роботою в Дніпропетровському історичному музеї. Одночасно співпрацював з Історично-філологічним відділом ВУАН, був членом Катеринославського наукового товариства.
У 1930-х роках заарештований і розстріляний.

## Наукові інтереси
Досліджував історію запорозького козацтва. Упорядкував та описав багато фондів, ґрунтовно використовуючи у своїх розвідках архівні джерела, зокрема документи фонду канцелярії Новоросійської губернії (фонд під час Другої світової війни втрачений).
Результати досліджень публікував на сторінках часописів «Записки історично-філологічного відділу ВУАН», «Архівна справа», «Радянський архів», «Україна» та ін.

## Праці
- Бунт Сіроми на Запоріжжі в 1768 р. // Зап. істор.-філол. відділу ВУАН. — К., 1926. — Кн. 9;
- Запорозький кіш і коліївщина // Україна. — К., 1928. — Кн. 4;
- Дніпропетровський краєвий історичний архів та його фонди: Характеристика фондів архіву // Архівна справа. — 1929. — № 9–10;
- Фонд Новосербського корпуса приступний для науково-дослідницьких студіювань // Архівна справа. — 1929. — № 11;
- Цікаві архівні дані про Келебердянські соляні джерела: Огляд джерел в Дніпроп. крайовому істор. архіві // Архівна справа. — 1930. № 3;
- Мінеральні багатства на Дніпропетровщині // Радянський архів. — 1931. — № 3.